# Vorzeichen (Architektur)

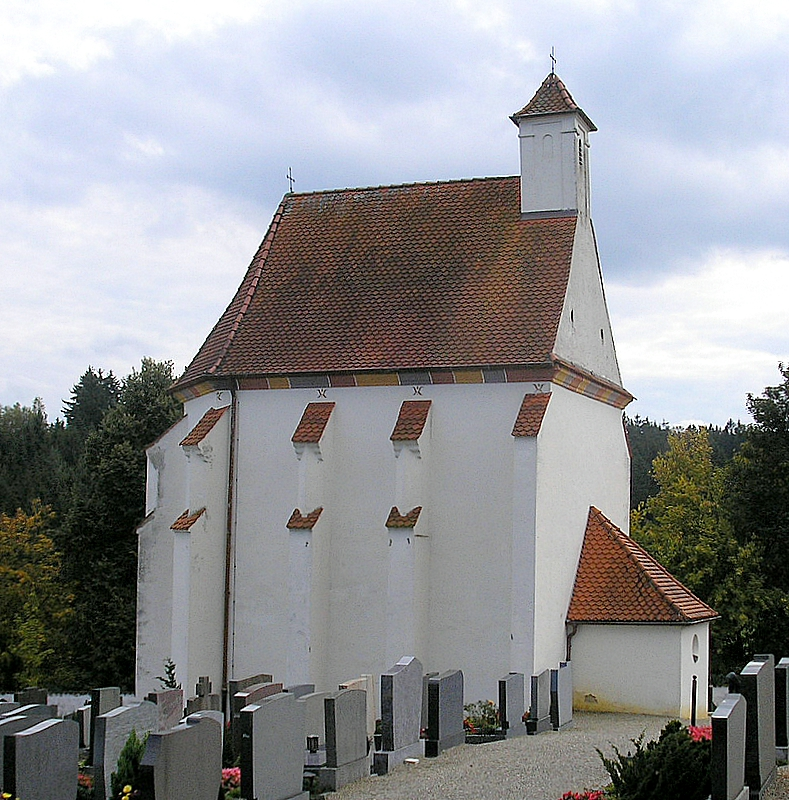
Vorzeichen der Friedhofskapelle zu den Vierzehn Nothelfern in Welden, Landkreis Augsburg: eine einfache geschlossene Vorhalle an der Stirnfassade (rechte Bildseite)

Vorzeichen ist die Bezeichnung für einen meist kleineren Vorbau an der Fassade einer Kirche oder Kapelle.

## Begriff und weitere Bezeichnungen
Der Begriff Vorzeichen ist eine mittelhochdeutsche Umdeutung des althochdeutschen pforzich, stammt vom lateinisch porticus und meinte ursprünglich den Vorhof bzw. die Vorhalle einer Kirche oder eines Tempels.
Schmale, eingeschossige Vorhallen am Haupteingang altchristlicher und byzantinischer Kirchen werden auch Narthex genannt. Vorräume von Synagogen heißen Pallisch.

## Verwendung, Formen und Ausstattung

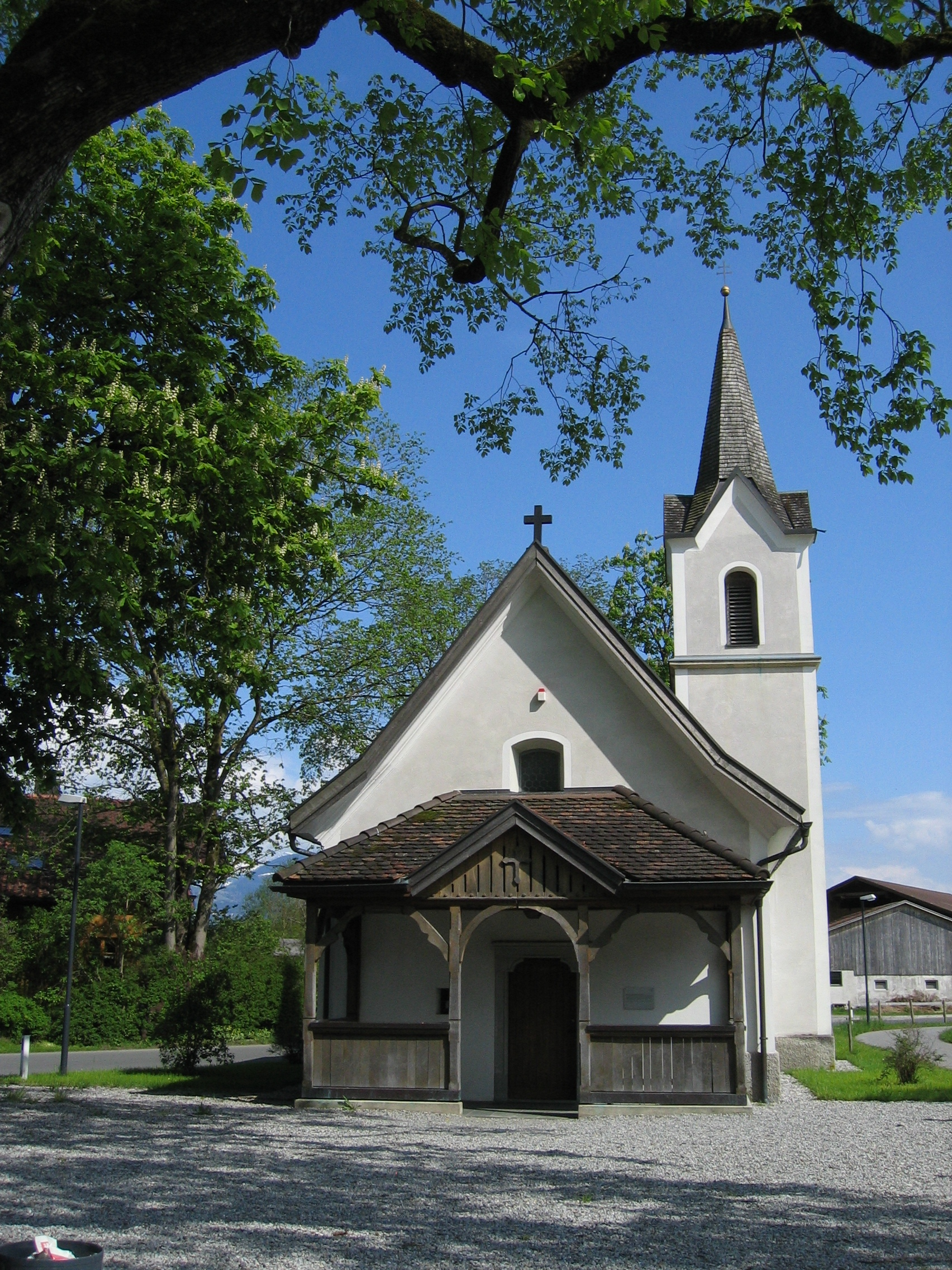
Hölzernes Vorzeichen an der Kapelle von Bangs in Vorarlberg

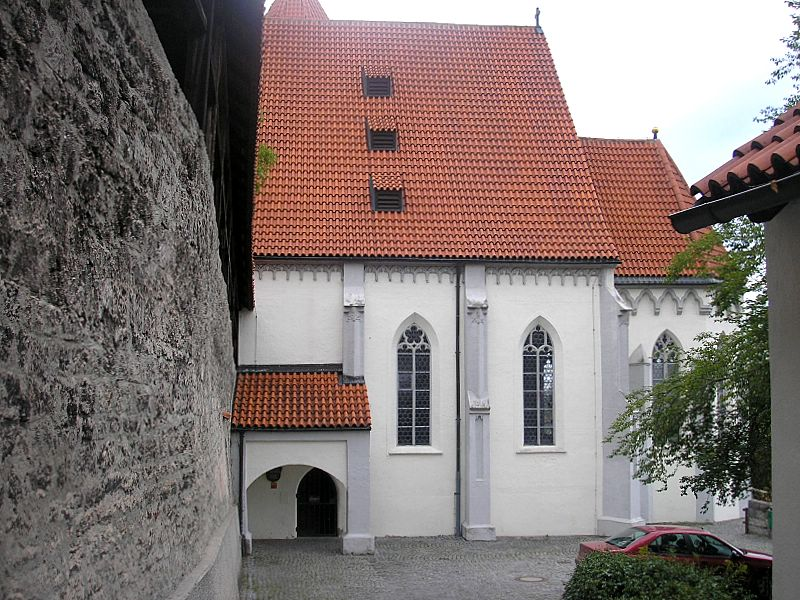
Vorzeichen der Kirche St. Blasius in Kaufbeuren: eine offene Vorhalle mit Pultdach an der Südseite

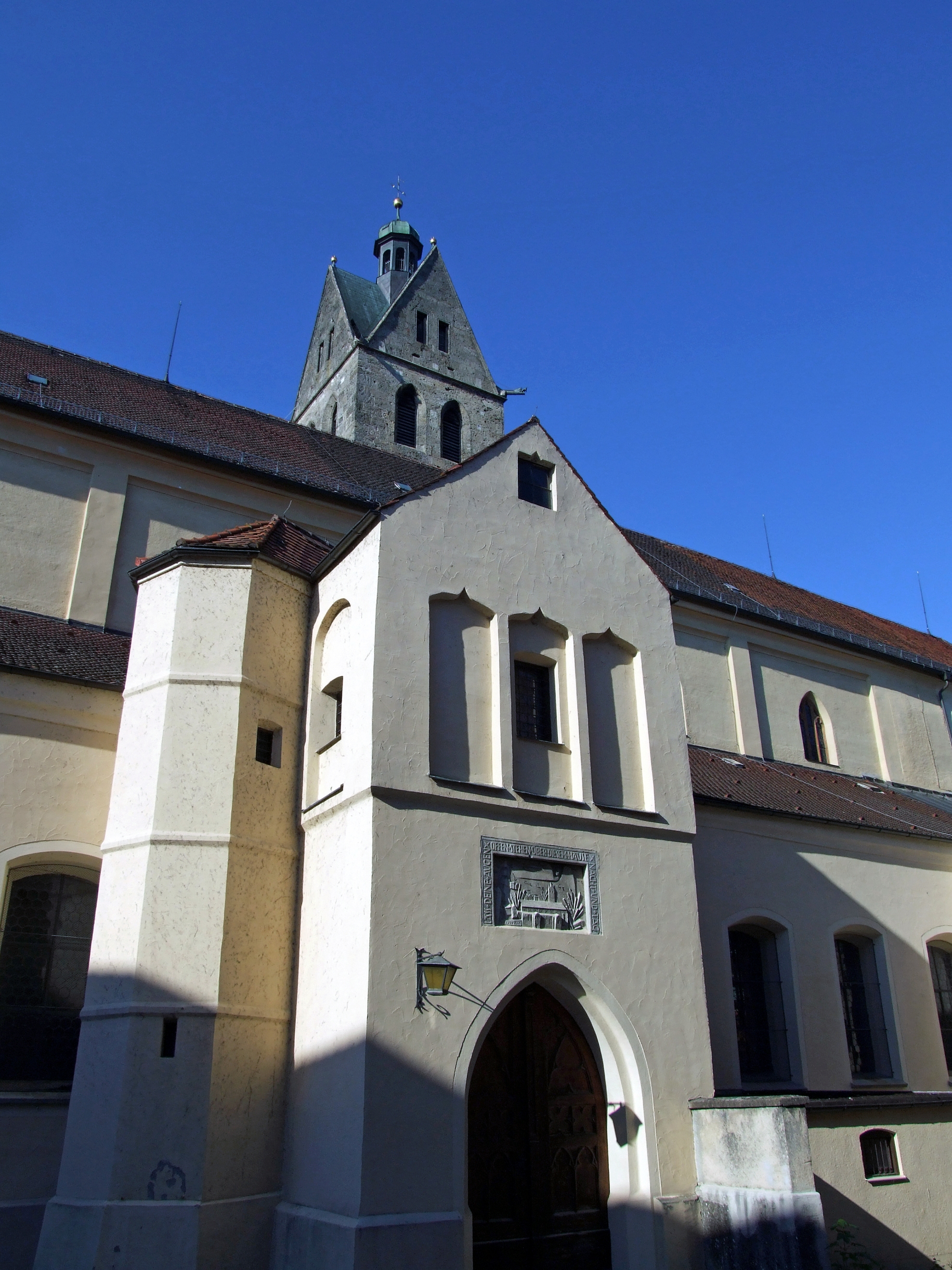
Unser Frauen in Memmingen: mehrstöckiges Vorzeichen an der Südseite. Auf der Nordseite befindet sich zusätzlich ein einstöckiges Vorzeichen mit Seitenbauten.

Ein Portal verbindet den Vorbau mit dem Innenraum der Kirche. Ein solcher Vorbau kann ein architektonisches Gliederungselement sein und als Wetterschutz dienen (Windfang). Dazu kommt die symbolhafte Bedeutung einer abgestuften Vorbereitung auf den Eintritt in das Kirchengebäude. Ein Vorzeichen ist im Kirchenbau jedoch nicht zwingend.
Das Vorzeichen kann aus einer durch Seitenwände rundum geschlossenen Vorhalle mit oder ohne eigener Tür bestehen, lediglich aus einem Vordach, oder aus einer Zwischenform (beispielsweise einer Bogenhalle). Ein Vorzeichen kann sich entweder an sämtlichen Eingängen oder nur an der Frontfassade oder auch nur an Seiteneingängen befinden. Es kann von vornherein beim Bau vorgesehen gewesen oder erst in späterer Zeit nachträglich angefügt worden sein.
An den Innenwänden und Decken befinden sich häufig bildliche oder figürliche Darstellungen. Deren Art und Reichhaltigkeit variieren je nach Stilphase, Glaubensrichtung, aber auch nach den finanziellen Möglichkeiten und dem Repräsentationsanspruch der Erbauer. In Vorzeichen einiger süddeutscher Barockkirchen findet man in einer Wandnische die oft recht drastisch ausgeführte skulpturelle Darstellung eines gegeißelten Heilands oder „Kerkerheilands“.
Auch Gedenktafeln zur Erinnerung an verstorbene lokale Persönlichkeiten oder an die in Kriegen gefallenen bzw. vermissten Gemeindeangehörigen sind manchmal dort zu sehen. Vereinzelt sieht man noch Arme-Seelen-Tafeln, sie werden in der Regel am Rahmen der Kirchentür angebracht. Teils besteht auch die Möglichkeit, eine Gedenkkerze zu stiften. Derartige Ausstattungen der Vorzeichen verweisen auf den religiösen Aspekt: Beim Eintritt von der Alltagswelt in das Haus Gottes soll des Seelenheils der bereits Verstorbenen gedacht werden.